# خوسيه شاكون دياز
خوسيه شاكون دياز (بالإسبانية: José Isidro Chacón)‏ هو دراج فنزويلي، ولد في 27 يناير 1977 في تاريبا، فنزويلا ‏ في فنزويلا.

## وصلات خارجية
- خوسيه شاكون دياز على موقع أرشيف الدراجات (الإنجليزية)
- خوسيه شاكون دياز على موقع إحصائيات الدراجات الإحترافية (الإنجليزية)
- خوسيه شاكون دياز على موقع نسبة الدراجات (الإنجليزية)
- خوسيه شاكون دياز على موقع أوليمبيديا (الإنجليزية)